# کن باک
کن باک (انگلیسی: Ken Buck؛ زادهٔ ۱۶ فوریهٔ ۱۹۵۹) یک سیاست‌مدار اهل ایالات متحده آمریکا است.
او نماینده ،مجلس نمایندگان ایالات متحده آمریکا از حوزه انتخابیه چهارم کلرادو است. او که جمهوریخواه است، پیشتر دادستان شهرستان ولد، کلرادو بوده است. او همچنین در سال ۲۰۱۰ در انتخابات سنا از مایکل بنت شکست خورد.